# Killin' Time
Killin' Time er Gasolin's niende album, der udkom i sommer 1978.

## Spor
1. "Girl You Got Me Lonely" (Gasolin'-Lars Sørensen/Lemberg)
2. "Closer" (Gasolin'-Lemberg)
3. "Jailbait" (Steven Lemberg)
4. "Let It Flow" (Gasolin'-Wen Dorf/Lemberg)
5. "Snow Queen" (Steven Lemberg)
6. "Killin' Time" (Gasolin'/Lemberg)
7. "In The Wings" (Gasolin'/Lemberg)
8. "Highschool" (Steven Lemberg)
9. "Stop" (Gasolin'/Lemberg)
10. "Sing My Song" (Gasolin'/Lemberg)
11. "Magic Garden" (Gasolin'/Lemberg)